# Cazemierpolder
De Cazemierpolder is een voormalig waterschap in de provincie Groningen.
De polder was gelegen ten oosten van het Lettelberterdiep en lag tussen dit kanaal en de Zuiderpolder in. De polder had een molen die uitslaat op het Letterberterdiep.
In zijn standaardwerk De zeekeringen (...) tekende Geertsema de polder en de molen niet in op kaart (de naam wel), omdat de polder omstreeks het uitbrengen van het boek (1898) zou worden samengevoegd met de Zuiderpolder.
Waterstaatkundig gezien ligt het gebied sinds 1995 binnen dat van het waterschap Noorderzijlvest.